# D.J. Stewart
DeWayne Stewart jr., detto D.J. (Grace, 28 luglio 1999), è un cestista statunitense.

## Carriera

### High school
Stewart ha frequentato la Riverside High School di Avon, Mississippi.

### College
Nel 2019 ha accettato l'offerta della Mississippi State University, dove ha giocato due stagioni con i Mississipi Bulldogs.

### NBA
Il 1º aprile 2021 si è dichiarato eleggibile per il Draft NBA 2021. Dopo non essere stato selezionato da nessuna squadra, si è unito ai Miami Heat per la NBA Summer League 2021. Il 17 agosto 2021 ha firmato ufficialmente con gli Heat.

## Palmarès
- Coppa di Slovenia: 1

Cedevita Olimpija: 2024